# The Real Housewives Ultimate Girls Trip
The Real Housewives Ultimate Girls Trip is een aanstaande Amerikaanse realityserie die in première gaat op Peacock. Het volgt verschillende vrouwen uit de The Real Housewives-franchise terwijl ze samen op vakantie gaan.

## Verhaal
Seizoen 1 had als cast Teresa Giudice, Melissa Gorga, Cynthia Bailey, Kenya Moore, Luann de Lesseps, Ramona Singer en Kyle Richards, allen uit de franchise van The Real Housewives. Samen wonen ze een korte tijd samen op een tropisch eiland in de Turks- en Caicoseilanden.
Seizoen 2 vindt plaats in Bluestone Manor en omvat voormalige huisvrouwen Dorinda Medley, Jill Zarin, Brandi Glanville, Phaedra Parks, Taylor Armstrong, Eva Marcille Sterling en Vicki Gunvalson.

## Overzicht en casting
In september 2019 werd aangekondigd dat een naamloze franchise spin-off van The Real Housewives in ontwikkeling was bij Peacock. In februari 2021 werd aangekondigd dat Peacock groen licht had gegeven voor een serie waarin meerdere vrouwen uit de franchise voor een bepaalde periode samenwoonden. In april 2021 werd aangekondigd dat Teresa Giudice, Melissa Gorga, Cynthia Bailey, Kenya Moore, Luann de Lesseps, Ramona Singer en Kyle Richards waren gecast voor het eerste seizoen van de serie. Seizoen 1 speelt zich af op een eiland in de Turks- en Caicoseilanden. Vicki Gunvalson was aanvankelijk gecast voor seizoen 1, maar het netwerk koos ervoor om een andere richting op te gaan vanwege de COVID-19-pandemie.
In augustus 2021 werd bekend dat Dorinda Medley, Jill Zarin, Brandi Glanville, Phaedra Parks, Taylor Armstrong, Eva Marcille Sterling en Vicki Gunvalson de hoofdrol zullen spelen in seizoen 2, dat plaatsvindt in Bluestone Manor.